# Иван Вишневски
Иван Јевгењевич Вишневски (рус. Иван Евгеньевич Вишневский; 21. фебруар 1957 — 11. мај 1996) био је совјетски фудбалер. 

## Биографија
Рођен у близини Тернопоља. Након што је завршио основну школу, уписао је стручну школу, а затим се запослио као керамичар.
У војсци је играо за екипу свог грађевинског батаљона. По повратку из војске, играо је у аматерском тиму Тернопољске фабрике „Квадра“. У овим утакмицама приметили су га тренери Локомотиве Виница, која је тада играла у Другој лиги Совјетског Савеза.
Године 1982. прешао је у московски Спартак. У једној од првих утакмица на шампионату, Вишневски је задобио повреду препона и одлучио да се врати у Виницу.
Од 1984. играо је у Дњепару из Дњепропетровска, са којим је постао шампион СССР-а 1988. године. Исте године је био део репрезентације СССР-а, која је освојила сребрну медаљу на Европском првенству у Западној Немачкој. За државни тим је одиграо шест утакмица.
У периоду 1989-1992. играо је у Турској за Фенербахче и Саријерспор. Прекинуо је играчку каријеру због учесталих повреда. По повратку у Украјину радио је као други тренер у Виничкој Ниви и Дњепру.
Преминуо је 11. маја 1996. од меланома који се развио 1988. године.

## Успеси
Дњепар Дњепропетровск
- Првенство СССР: 1988.
- Куп Совјетског Савеза: 1989.

СССР
- Сребрна медаља Европско првенство 1988. у Западној Немачкој